# Thomas Franklin Daniel
Thomas Franklin Daniel  ( 14 de septiembre de 1954 - ) es un botánico, y profesor estadounidense. Es un especialista de la familia botánica Acanthaceae. En 1975 obtuvo su licenciatura en Artes de la Universidad de Duke. En 1980, obtuvo su doctorado en la Universidad de Míchigan. En 1981, fue profesor adjunto. Entre 1981 y 1985 fue curador asistente del herbario de la Universidad de Arizona.
Desde 1986, Daniel pertenece al Departamento de Botánica de la Academia de Ciencias de California; en 1987 fue asistente de conservación. De 1988 a 1991: curador adjunto, y desde 1991 titular. En 2009, es presidente del Departamento de botánica, un cargo que también ocupó entre 1988 y 1990 y entre 1994 y 1996. Desde 1998 ha sido profesor de investigación en la San Francisco State University. También es investigador en el Museo del Desierto Arizona-Sonora.

## Algunas publicaciones

### Libros
- darrell Ubick, thomas s. Briggs, thomas f. Daniel, john e. McCosker, tomio Iwamoto, alexei Orlov, ken j. Graham, peter w. Fritsch. 2008. The harvestman family Phalangodidae. 6: revision of the Sitalcina complex (Opiliiones: Laniatores). Volumen 59, N.º 1-7 de Proc. of the Cal. Acad. of Sci. Ed. California Academy of Sci. 305 pp.
- thomas f. Daniel, kevin Balkwill, mandy-jane Balkwill. 2000. Chromosome numbers of South African Acanthaceae. Ed. California Academy of Sci. 16 pp.
- 1999. Flora del Valle de Tehuacán-Cuicatlán: fasciculo 23. Acanthaceae Juss. Ed. UNAM. 102 pp. ISBN 9683670695 en línea
- 1986. Systematics of Tetramerium (Acanthaceae). Volumen 12 de Systematic botany monographs. Ed. Am. Soc. of Plant Taxonomists. 134 pp. ISBN	0912861126
- 1983. Carlowrightia (Acanthaceae). N.º 34 de Flora neotropica. Ed. New York Botanical Garden. 116 pp. ISBN 0893272469
- 1980. A systematic study of the genus Carlowrightia (Acanthaceae). Ed. The University Of Michigan. 393 pp.

## Honores
- Miembro de la Sociedad Americana de taxónomos vegetales, 2001 y 2002 en la que fue presidente
- Miembro de la Sociedad Botánica de California, de 1986 a 1989 fue tesorero
- Desde 2003, gerente de fondos de la Stanley Smith Horticultural Trust
- Miembro de la Academia Academia de Ciencias de California
- Miembro de la Asociación Internacional de Taxonomía de Plantas
- Desde 1994 se incorporó al Proyecto Species Plantarum

### Epónimos
- (Acanthaceae) Justicia danielii Durkee[1]
- (Aizoaceae) Conophytum danielii P.Pavelka[2]

- La abreviatura «T.F.Daniel» se emplea para indicar a Thomas Franklin Daniel como autoridad en la descripción y clasificación científica de los vegetales.[3]